# سیارک ۳۶۳۲
سیارک ۳۶۳۲ (به انگلیسی: 3632 Grachevka، نامگذاری:1976SJ4) سه هزار و ششصد و سی و دومین سیارک کشف شده‌است که در ۲۴ سپتامبر ۱۹۷۶ کشف شد.
قدر مطلق سیارک برابر ۱۲٫۶۰ است.